# Theodor Zwinger III.

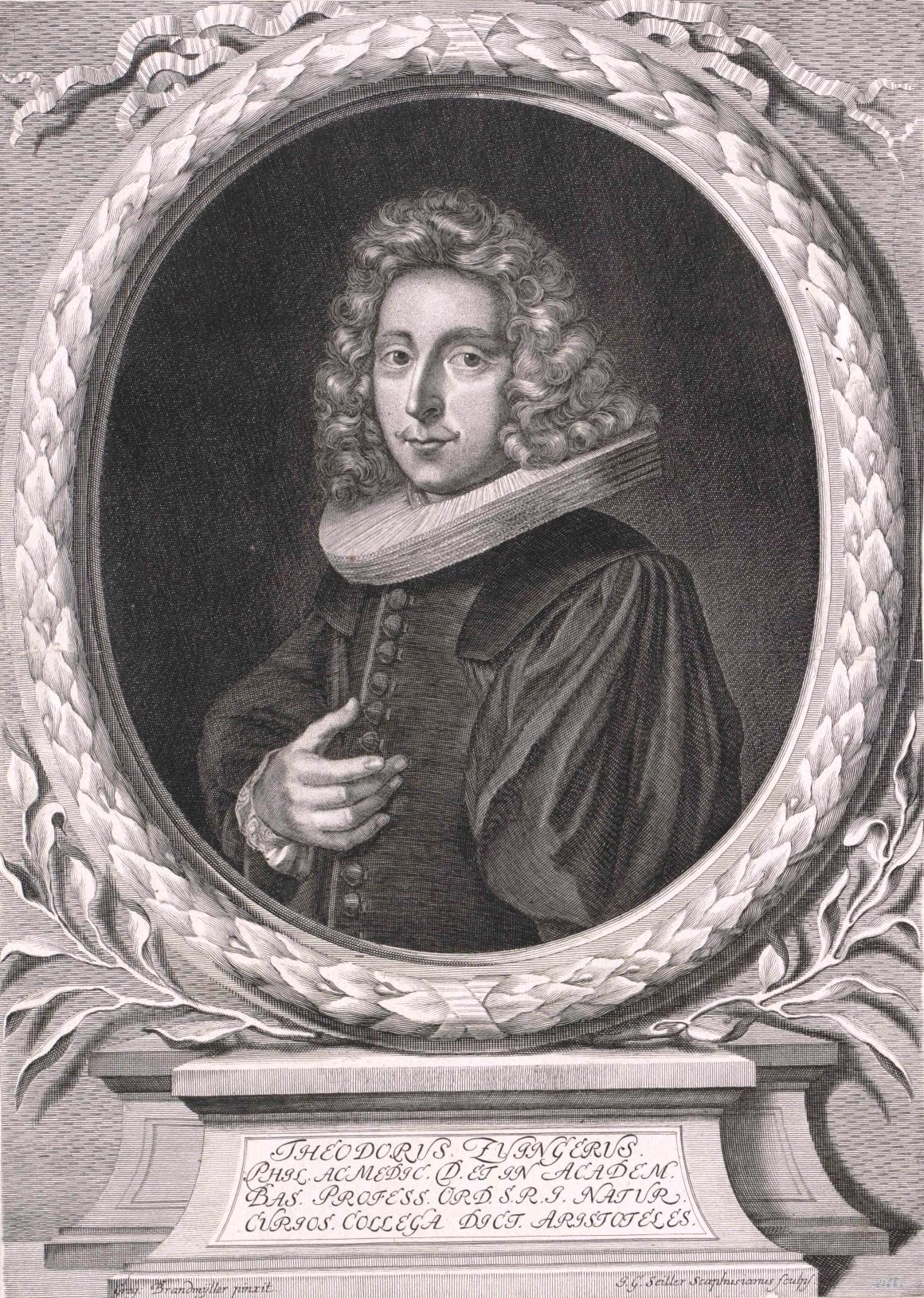
Theodor Zwinger, Stich von Johann Georg Seiller nach Gregor Brandmüller

Theodor Zwinger III. (* 26. August 1658 in Basel; † 22. April 1724 ebenda) war ein Schweizer Mediziner und Hochschullehrer.

## Leben

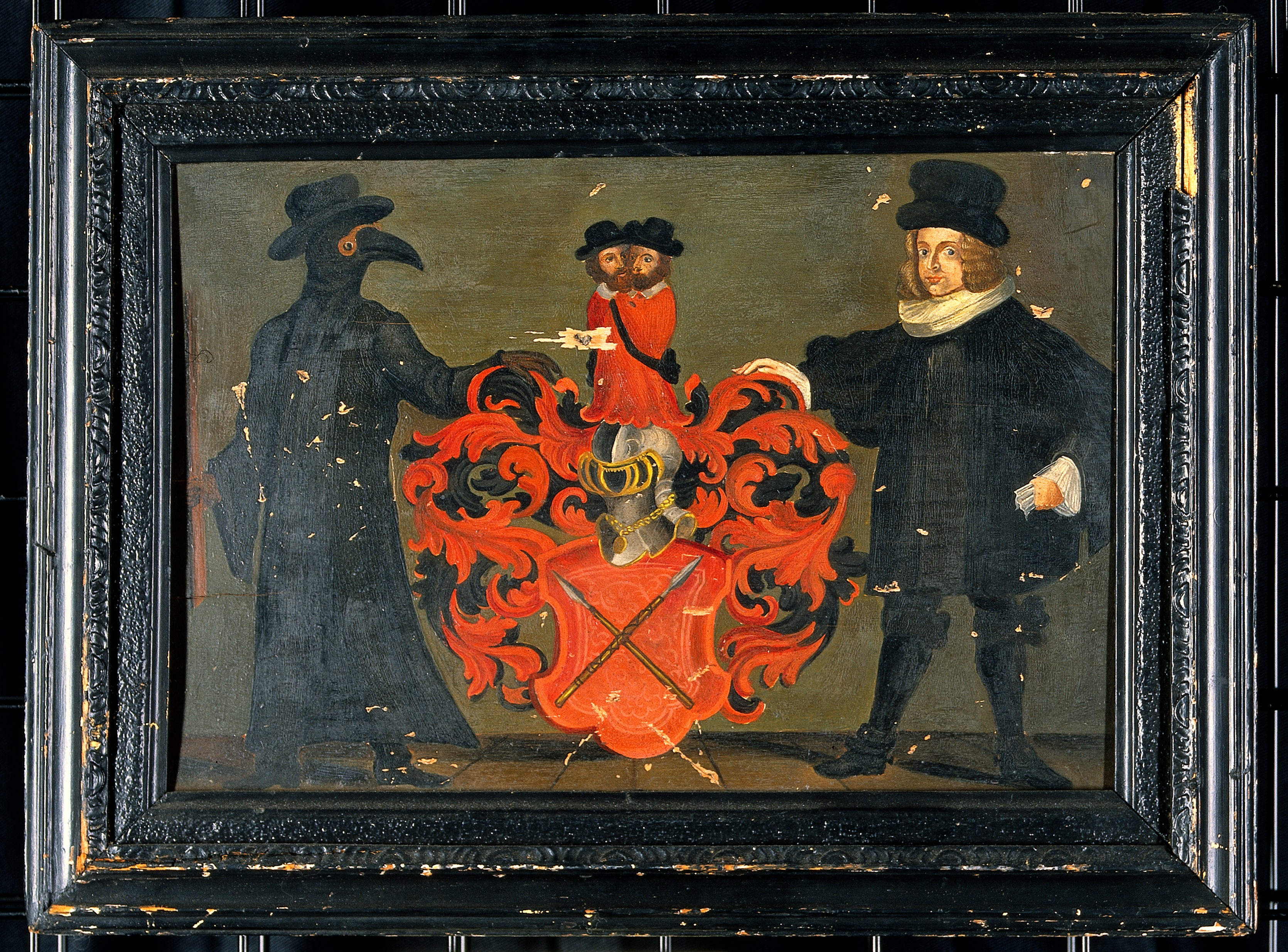
Wappen von Theodor Zwinger III. (Wellcome Sammlung).

Theodor Zwinger stammte aus einer bedeutenden Basler Gelehrtenfamilie. Sein Vater war der Basler Theologieprofessor Johannes Zwinger. Er studierte ab 1675 in Basel und erwarb dort 1680 mit der Dissertation De paedotrophia die Doktorwürde als Dr. med.
Anschliessend verbrachte er zwei Jahre in Frankreich, so unter anderem in Paris und Strassburg. Nach seiner Rückkehr durchlief er eine Karriere als Hochschullehrer an der Universität Basel. Zunächst übernahm er 1684 die Professur der Rhetorik, drei Jahre später den Lehrstuhl der Physik, 1703 den der Anatomie und Botanik, 1711 den Lehrstuhl der theoretischen und praktischen Medizin. Er wirkte als Stadtarzt, war mehrmals Dekan und 1711/1712 Rektor.
Diverse hochdotierte Angebote lehnte Zwinger ab, so unter anderen von den Herrscherhäusern Baden-Durlach, Hessen-Kassel, Preussen und Württemberg. Lediglich als ihn die Stadt Freiburg im Breisgau in der Not der Epidemie 1710 um Hilfe anrief, folgte Zwinger diesem Ruf nach Freiburg.
Zwinger wurde 1685 zum Mitglied der Deutschen Akademie der Naturforscher Leopoldina gewählt. 1706 wurde er Mitglied der Königlich-Preussischen Akademie der Wissenschaften. Er machte sich um die Kinderheilkunde und den Physikunterricht in Basel verdient. Weiter pflegte er einen umfangreichen Briefwechsel, unter anderem mit Johann Jakob Scheuchzer.
Ein Bruder Zwingers war der Theologe Johann Rudolf Zwinger. Ein Sohn war der Anatom Johann Rudolph Zwinger. Sein Neffe Johann Rudolf Mieg war zugleich einer seiner Schüler.

## Ehrungen
Nach ihm ist die Pflanzengattung Zwingera Hofer aus der Familie der Nachtschattengewächse (Solanaceae) benannt.

## Schriften (Auswahl)
- Der Sichere und Geschwinde Arzt. 1684. 7. Auflage 1748 (online).
- Theatrum Botanicum. 1696 (Kräuterbuch; online).
- als Hrsg.: De Chrysopoeia Variae Literatorum Epistolae. In: Appendix ad Annum V.&VI. Decuriae III. Ephemeridum medico-physicarum Academiae Caesareo-Leopoldinae naturae curiosorum in Germania. Ch. S. Froberg, Nürnberg 1700, S. 16–41.
- Epitome totius medicinae. London 1701, sowie Basel 1706.
- Specimen physicae eclectico-experimentalis. Basel 1707.
- Fasciculus dissertationum medicorum selectiorum. Basel 1710.
- Theatrum praxeos medicœ. Basel 1710. Teil 2 (online).
- Pœdoiatreia practica, seu Curatio morborum puerilium. Basel 1722 (online).